# Cyclopædia of Biblical, Theological and Eclesiastical Literature
Cyclopædia of Biblical, Theological, and Ecclesiastical Literature (en español, «Enciclopedia de Literatura bíblica, teológica y eclesiástica») es el título de una enciclopedia bíblica, de orientación cristiana, publicada en inglés.
La obra fue editada en 12 volúmenes (10 volúmenes de artículos, aparecidos entre 1867 y 1881, con un suplemento en 2 volúmenes  entre 1885 y 1887), publicados en Nueva York (Estados Unidos) por Harper and Brothers, entre 1867 y 1887. Ha sido reeditada varias veces y se encuentra disponible en formato electrónico, tanto en archivos como en línea.

## La obra
Los editores fueron el doctor James Strong, metodista, profesor de literatura bíblica y presidente de la Universidad de Troy, y el doctor John McClintock, también metodista, profesor de teología histórica en el Seminario Drew. A la muerte de McClintock en 1870, Strong se convirtió en el único supervisor del proyecto y, con la ayuda de J. H. Worman, lo dirigió hasta su finalización en 1887. En cuanto a los artículos, fueron redactados por más de doscientos eruditos de diversas religiones, entre ellos varios expertos en sus propios campos como Charles Hodge (teología sistemática) y Philip Schaff (Historia de la Iglesia cristiana). 
Al tratarse de una enciclopedia, el propósito era redactar un manual de referencia accesible a los clérigos, los profesores de seminarios o Escuelas dominicales y público en general interesados en profundizar los aspectos literarios, históricos y culturales de la Biblia, los principios de la teología y la historia de las denominaciones cristianas. Esto, sin embargo, sin dejar de ser un producto de calidad, según las normas de la erudición del siglo XIX.
Entre otros aspectos, los artículos trataban de geografía, historia y cronología bíblica, índices de nombres, conceptos teológicos, resúmenes de la Historia de las iglesias cristianas (con datos sobre los concilios ecuménicos) y reseñas biográficas de algunos personajes importantes vinculados al cristianismo.

## Recepción
La  Cyclopædia fue un éxito de ventas y se convirtió, en los Estados Unidos y el mundo de habla inglesa, en la obra fundamental de referencia durante la primera mitad del siglo XIX. Superada por la erudición del siglo XX, conoció un nuevo suceso, mucho menor, en las primeras décadas del siglo XXI cuando, por tratarse de una obra cuya publicación ya no está sujeta a los derechos de autor, ha sido reproducida de manera electrónica como complemento de programas digitales de estudio bíblico.
Charles Taze Russell, fundador del movimiento de los Testigos de Jehová, usó de manera sistemática las referencias de la Cyclopædia en sus estudios bíblicos. A partir de entonces suele ser citada en las publicaciones de esa denominación editadas por la Watch Tower Bible and Tract Society of Pensilvania.

## Críticas
Esta obra, dado el tiempo transcurrido desde su publicación, ha quedado obsoleta en gran parte. Las afirmaciones sobre la historia bíblica y eclesiástica, sobre todo, han sido ampliamente superados, no solamente en el aspecto arqueológico o  el uso de las fuentes, sino en el enfoque y la metodología. Además de ello, se pueden encontrar en ella inexactitudes cronológicas, lingüísticas y documentales. No  obstante, sigue siendo valiosa como testimonio del estado de la erudición bíblica en los Estados Unidos, y en gran parte de las iglesias protestantes, y también por recoger textos y referencias poco conocidas. 